# I Wanna Go
I Wanna Go è singolo della cantante statunitense Britney Spears, pubblicato il 14 giugno 2011 come terzo estratto dal settimo album in studio Femme Fatale. 

## Descrizione
I Wanna Go, scritto da Shellback, Savan Kotecha e Max Martin e prodotto da quest'ultimo insieme a Shellback, è un brano dance pop incentrato sul tema della liberazione personale e sull'esigenza di evadere dalle pressioni quotidiane. In un'intervista rilasciata al periodico Rolling Stone, Britney Spears ha espresso apprezzamento per alcuni elementi sonori della traccia, in particolare i fischietti udibili prima del ritornello, affermando che "continuano a piacerle ogni volta che li sente". La cantante ha inoltre elogiato la produzione del brano, definendo il lavoro di Max Martin "incredibile" e sottolineando la sua capacità di individuare "strane sonorità" che lei trova particolarmente coinvolgenti.
Il singolo ha ricevuto, in generale, recensioni positive da parte della critica musicale. È stato elogiato per il ritmo orecchiabile e l'immediatezza melodica, sebbene alcuni recensori abbiano osservato una marcata artificialità nel trattamento vocale di Britney Spears, ritenendo la sua voce eccessivamente "metallizzata". Prima della sua pubblicazione ufficiale come singolo, I Wanna Go è riuscito ad entrare nelle classifiche statunitense e canadese, posizionandosi rispettivamente al numero 73 della Billboard Hot 100 e al numero 69 della Billboard Canadian Hot 100, grazie ai soli download digitali trainati dall'uscita dell'album Femme Fatale.

## Video musicale
Il video musicale di I Wanna Go, diretto da Chris Marrs Piliero, è stato pubblicato il 22 giugno 2011 attraverso il canale ufficiale Vevo e su MTV. Il videoclip adotta uno stile umoristico e surreale, combinando elementi della cultura pop con riferimenti cinematografici.
La narrazione si apre con una conferenza stampa in cui Britney Spears, visibilmente infastidita dalle domande assurde e provocatorie dei giornalisti, abbandona la sala dopo averli insultati. All'uscita incontra un fan che le chiede un autografo su una copia dell'album Femme Fatale; la cantante acconsente e attira intenzionalmente l'attenzione dei paparazzi con un gesto provocatorio.
Nel corso del video, si alternano scene in cui Spears interpreta la canzone in primo piano, indossando extension colorate e un top con l'immagine di Topolino strappato, ad altre in cui interagisce con l'ambiente urbano in modo trasgressivo e ironico. Tra queste, si include un momento in cui, camminando per strada, si spoglia parzialmente davanti a un poliziotto e un bambino, provocando una reazione delle autorità. Successivamente, affronta un gruppo di paparazzi che si rivelano essere robot, colpendoli con un microfono per difendersi.
L'attore Guillermo Díaz compare nella parte finale del video, impersonando un misterioso soccorritore che fugge con Spears a bordo di un'auto. Durante la corsa, l'uomo si versa addosso del latte, rivelando la propria natura robotica attraverso cortocircuiti visibili. La scena si conclude con un ritorno alla conferenza stampa iniziale, rivelando che quanto accaduto era un sogno. Tuttavia, l'arrivo improvviso dell'uomo nel mondo "reale" e il bagliore rosso nei suoi occhi suggeriscono che l'illusione continua: il finale, accompagnato da una risata sinistra, è un omaggio dichiarato a Thriller (1983), iconico video musicale di Michael Jackson, a cui Spears aveva più volte fatto riferimento come fonte di ispirazione.
Il video ha ottenuto la Certificazione Vevo.

## Classifiche

### Classifiche settimanali
| Classifica (2011) | Posizione massima |
| ----------------- | ----------------- |
| Australia         | 31                |
| Austria           | 43                |
| Belgio (Fiandre)  | 15                |
| Belgio (Vallonia) | 5                 |
| Canada            | 5                 |
| Danimarca         | 20                |
| Finlandia         | 10                |
| Francia           | 5                 |
| Germania          | 32                |
| Irlanda           | 41                |
| Italia            | 43                |
| Norvegia          | 18                |
| Nuova Zelanda     | 22                |
| Repubblica Ceca   | 19                |
| Russia            | 40                |
| Spagna            | 41                |
| Slovacchia        | 1                 |
| Stati Uniti       | 7                 |
| Stati Uniti (Pop) | 1                 |
| Svezia            | 30                |
| Svizzera          | 27                |
| Ungheria          | 13                |

### Classifiche di fine anno
| Classifica (2011) | Posizione |
| ----------------- | --------- |
| Belgio (Vallonia) | 62        |
| Canada            | 33        |
| Stati Uniti       | 46        |
| Ungheria          | 99        |